# Rachanie (Lublin)
Pour les articles homonymes, voir Rachanie.
Rachanie (prononciation [raˈxaɲe]) est un village de la gmina de Rachanie, du powiat de Tomaszów Lubelski, dans la voïvodie de Lublin, situé dans l'est de la Pologne.
Il est le siège administratif (chef-lieu) de la gmina rurale de Rachanie.
Rachanie se situe à environ 14 kilomètres au nord-est de Tomaszów Lubelski (siège du powiat) et 105 kilomètres au sud-est de Lublin (capitale de la voïvodie).
Le village comptait approximativement une population de 990 habitants en 2006.

## Administration
De 1975 à 1998, le village est attaché administrativement à l'ancienne voïvodie de Zamość.

Depuis 1999, il fait partie de la nouvelle voïvodie de Lublin.

## Galerie
Quelques vues de Rachanie

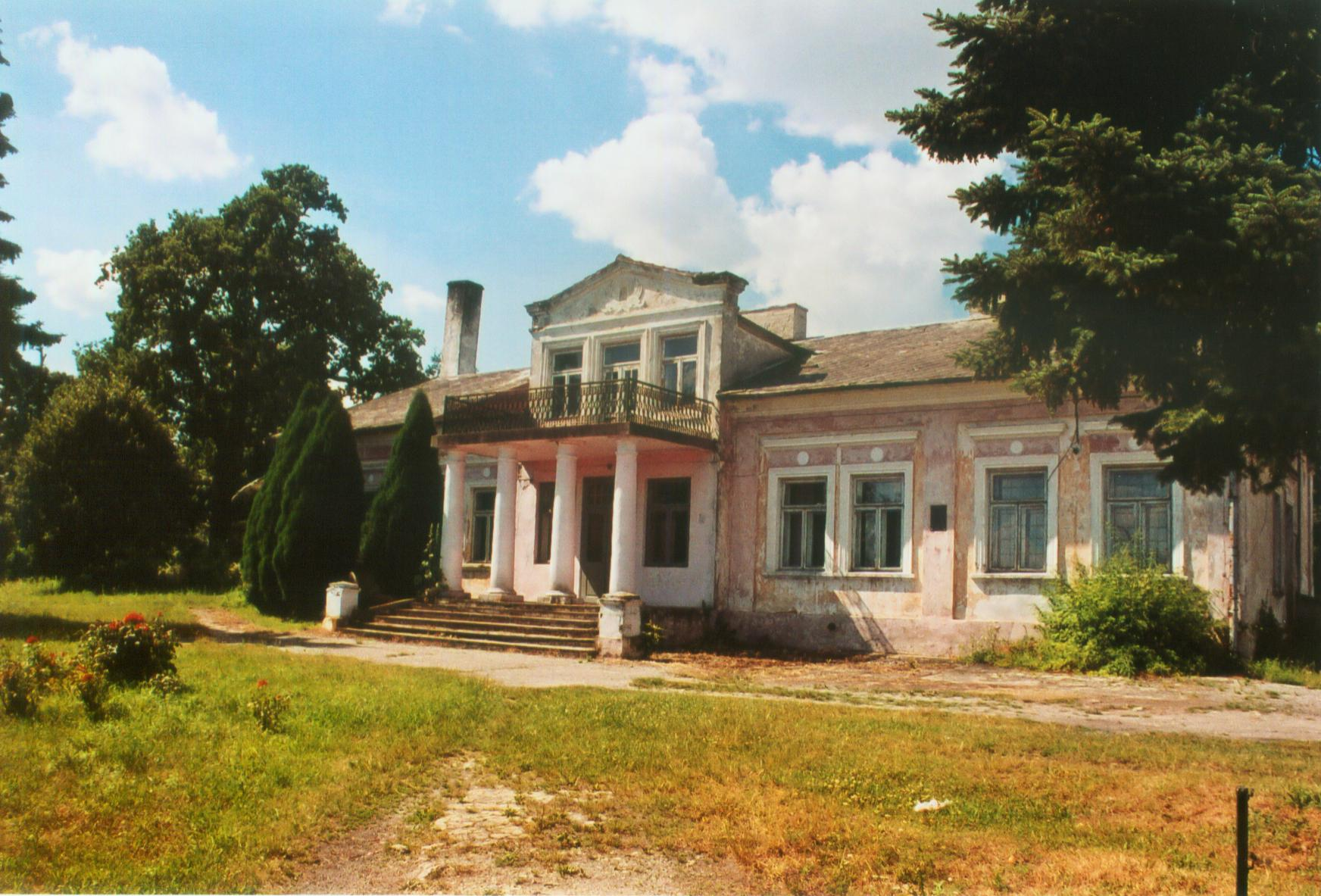
Manoir
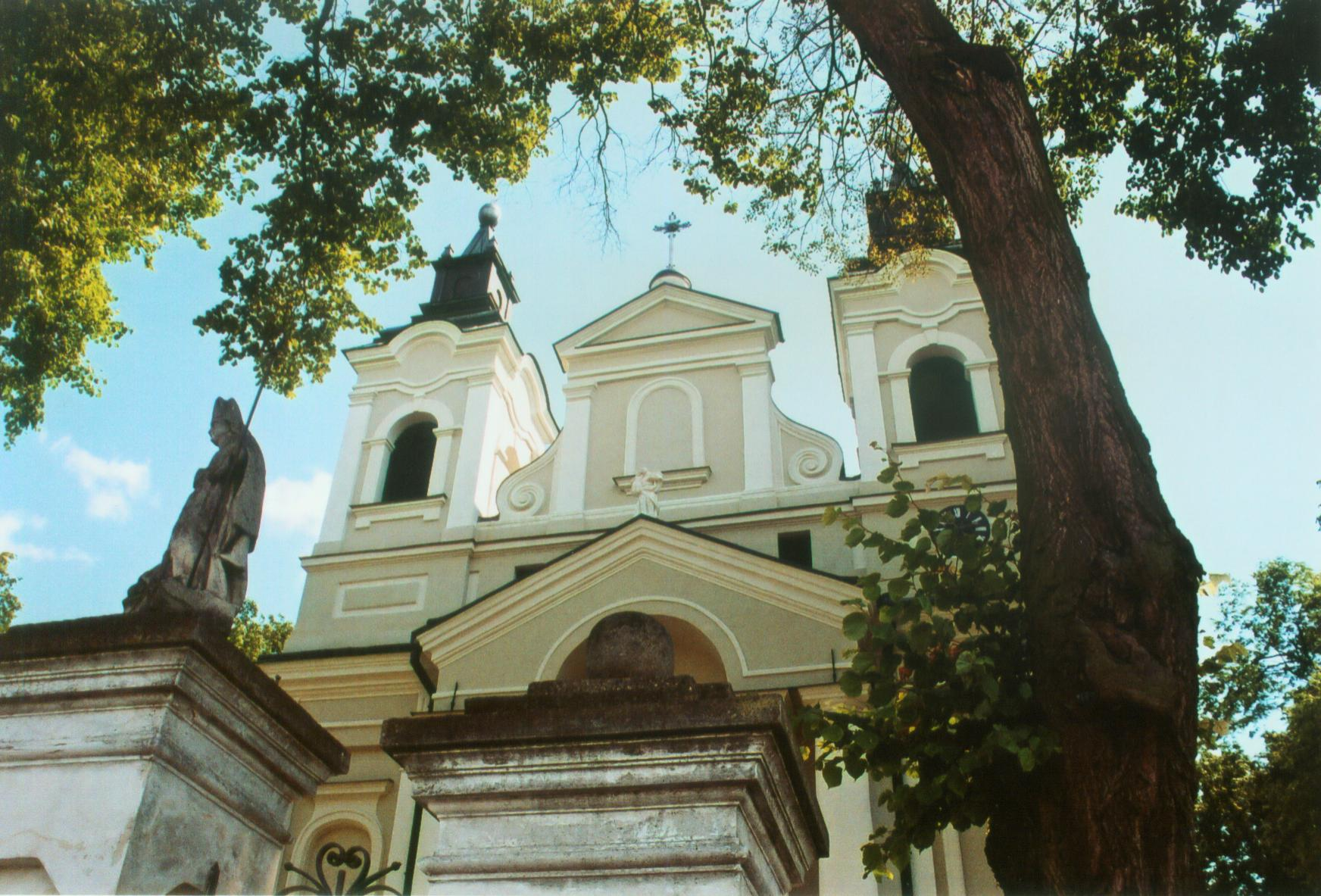
Eglise